# Breynia oblongifolia
Breynia oblongifolia là một loài thực vật có hoa trong họ Diệp hạ châu. Loài này được (Mull.Arg.) Mull.Arg. mô tả khoa học đầu tiên năm 1866.